# Tony Steedman
Anthony Francis „Tony“ Steedman (* 21. August 1927 in Warwickshire; † 4. Februar 2001 in Haywards Heath, West Sussex) war ein britischer Schauspieler.

## Leben
Steedman begann seine Karriere 1964 mit Gastauftritten in verschiedenen britischen Fernsehserien, darunter Mit Schirm, Charme und Melone, Department S und Jason King. 1972 war er in der Seifenoper Coronation Street als Detective Inspector Patterson zu sehen. 1977 hatte er eine kleine Nebenrolle in der Alistair-MacLean-Verfilmung Rendezvous mit dem Tod. Steedman stellte zwei Mal die Rolle des Generals Alfred Jodl dar, zunächst 1973 in einer Episode der Fernsehspielreihe ITV Saturday Night Theatre sowie erneut 1980 im Kriegsfilm Der Bunker neben Anthony Hopkins als Adolf Hitler.
1978 spielte er 46 Folgen der Seifenoper Crossroads den Dr. Butterworth dar, 1982 war er neben Michael Palin und Maggie Smith in der Filmkomödie Der Missionar zu sehen. In den 1980er Jahren nahm er erstmals Rollen in den Vereinigten Staaten an und wirkte als Gaststar in Serien wie Ein Colt für alle Fälle und Das A-Team mit. 1989 spielte er Sokrates in der Komödie Bill & Teds verrückte Reise durch die Zeit. Zudem war er in der John-Candy-Komödie Des Wahnsinns fette Beute und im Science-Fiction-Film Split Second zu sehen. 1992 spielte er im dreiteiligen Serienspecial England Show der Sitcom Eine schrecklich nette Familie den Bürgermeister Fivshaw.
1994 sprach er in der ersten Staffel der Zeichentrickserie Der unbesiegbare Iron Man die Rolle des Justin Hammer.
Steedman war mit der Schauspielerin Judy Parfitt verheiratet. In seinen letzten Lebensjahren litt er an Demenz.
Am 4. Februar 2001 starb Tony Steedman in Haywards Heath, West Sussex im Alter von 73 Jahren.

## Filmografie (Auswahl)
- 1964, 1968: Mit Schirm, Charme und Melone (The Avengers, Fernsehserie, 2 Folgen)
- 1969: Department S (Fernsehserie, 2 Folgen)
- 1970: Randall & Hopkirk – Detektei mit Geist (Randall & Hopkirk (Deceased), Fernsehserie, 1 Folge)
- 1971: Jason King (Fernsehserie, 1 Folge)
- 1971: Paul Temple (Fernsehserie, 1 Folge)
- 1972–1975: Coronation Street (Fernsehserie, 13 Folgen)
- 1977: Rendezvous mit dem Tod (Golden Rendezvous)
- 1975, 1978: Die Füchse (The Sweeney, Fernsehserie, 2 Folgen)
- 1978: Crossroads
- 1978: Die Profis (The Professionals, Fernsehserie, 1 Folge)
- 1980: Der Doktor und das liebe Vieh (All Creatures Great and Small, Fernsehserie, 1 Folge)
- 1981: Der Bunker (The Bunker)
- 1985: Ein Colt für alle Fälle (The Fall Guy, Fernsehserie, 1 Folge)
- 1986: Das A-Team (The A-Team, Fernsehserie, 1 Folge)
- 1987: Ein Vater zuviel (My Two Dads)
- 1988: Die Geister, die ich rief (Scrooged)
- 1989: Bill & Teds verrückte Reise durch die Zeit (Bill & Ted's Excellent Adventure)
- 1989: Golden Girls (The Golden Girls, Fernsehserie, 1 Folge)
- 1991: Jack allein im Serienwahn (Delirious)
- 1992: Eine schrecklich nette Familie (Married with Children, Fernsehserie, 2 Folgen)
- 1992: Inspektor Morse, Mordkommission Oxford (Inspector Morse, Fernsehserie, 1 Folge)
- 1992: Split Second
- 1995: Babylon 5 (Fernsehserie, 1 Folge)
- 1996: Casualty (Fernsehserie, 1 Folge)